# Куба (Іллінойс)
Куба (англ. Cuba) — місто (англ. city) в США, в окрузі Фултон штату Іллінойс. Населення — 1184 особи (2020).

## Географія
Куба розташована за координатами 40°29′37″ пн. ш. 90°11′36″ зх. д. / 40.49361° пн. ш. 90.19333° зх. д. (40.493601, -90.193353).  За даними Бюро перепису населення США в 2010 році місто мало площу 1,41 км², уся площа — суходіл.

## Демографія
Згідно з переписом 2010 року, у місті мешкали 1294 особи в 510 домогосподарствах у складі 356 родин. Густота населення становила 920 осіб/км².  Було 565 помешкань (402/км²).
Расовий склад населення:
| - 98,6 % — білих - 0,4 % — чорних або афроамериканців - 0,2 % — корінних американців - 0,1 % — азіатів |

До двох чи більше рас належало 0,7 %. Частка іспаномовних становила 1,9 % від усіх жителів.
За віковим діапазоном населення розподілялося таким чином: 23,3 % — особи молодші 18 років, 57,7 % — особи у віці 18—64 років, 19,0 % — особи у віці 65 років та старші. Медіана віку мешканця становила 41,0 року. На 100 осіб жіночої статі у місті припадало 88,1 чоловіків;  на 100 жінок у віці від 18 років та старших — 82,5 чоловіків також старших 18 років.
Середній дохід на одне домашнє господарство  становив 45 807 доларів США (медіана — 37 857), а середній дохід на одну сім'ю — 54 512 долари (медіана — 49 643). Медіана доходів становила 40 156 доларів для чоловіків та 27 500 доларів для жінок. За межею бідності перебувало 21,3 % осіб, у тому числі 21,0 % дітей у віці до 18 років та 4,4 % осіб у віці 65 років та старших.
Цивільне працевлаштоване населення становило 625 осіб. Основні галузі зайнятості: освіта, охорона здоров'я та соціальна допомога — 27,4 %, виробництво — 16,3 %, будівництво — 10,4 %, роздрібна торгівля — 9,8 %.